# 21518 Maysunhasan
A 21518 Maysunhasan (ideiglenes jelöléssel 1998 KO53) a Naprendszer kisbolygóövében található aszteroida. A LINEAR projekt keretében fedezték fel 1998. május 23-án.